# Nettoyage ethnique des Géorgiens en Ossétie du Sud

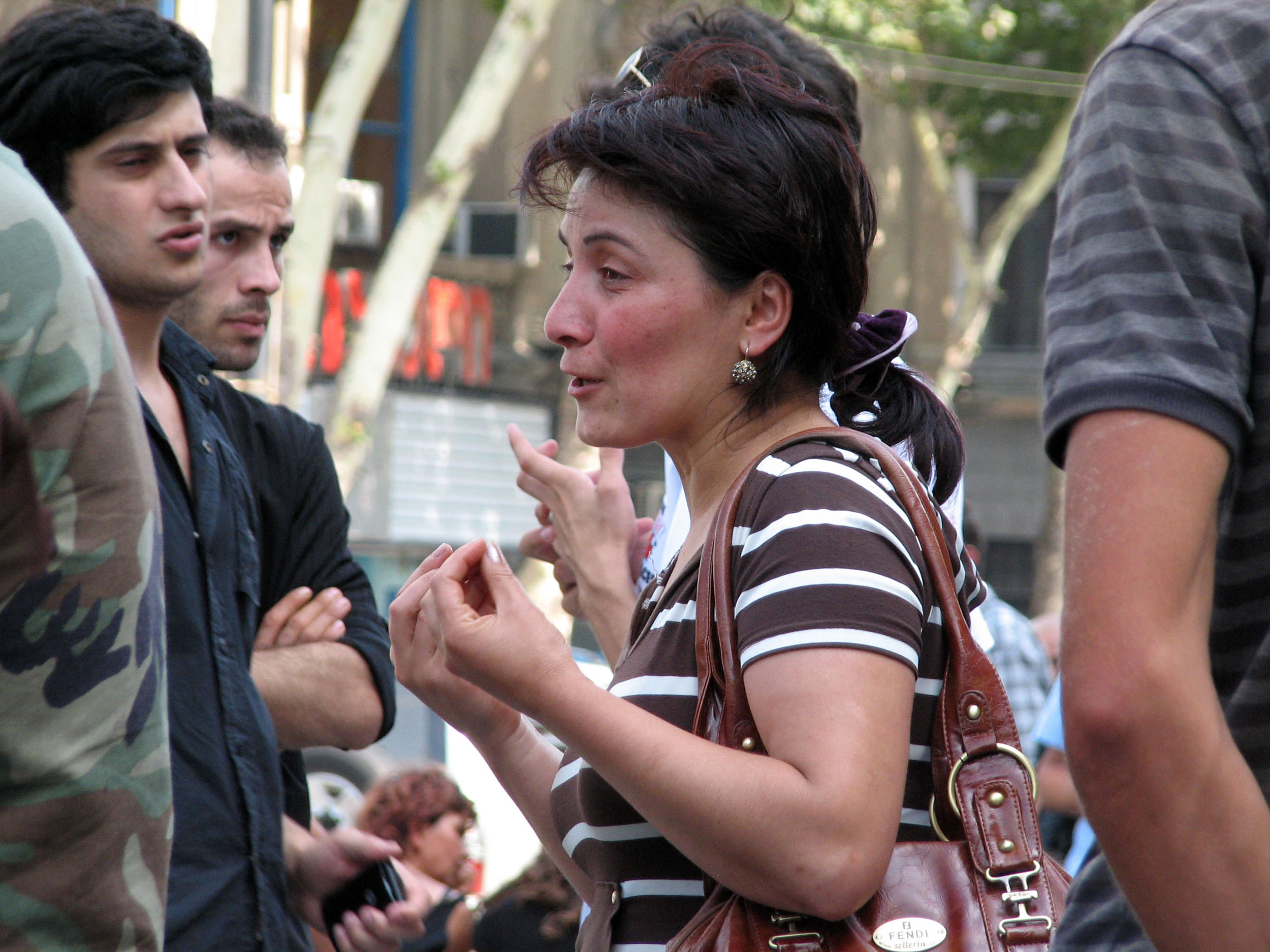
Réfugiés géorgiens d'Ossétie du Sud à Tbilissi le 10 août 2008.

Le nettoyage ethnique des Géorgiens en Ossétie du Sud est l'expulsion massive des Géorgiens menée en Ossétie du Sud et dans d'autres territoires occupés par les forces russes et sud-ossètes,,,,,,, menée pendant et après la guerre russo-géorgienne de 2008. Au total, au moins 20 000 Géorgiens sont déplacés de force depuis l'Ossétie du Sud.
La conclusion de Human Rights Watch démontre que les « forces sud-ossètes cherchent à nettoyer ethniquement » les zones peuplées de Géorgiens. En 2009, les résolutions de l'Assemblée parlementaire du Conseil de l'Europe condamnent « le nettoyage ethnique et les autres violations des droits de l'homme en Ossétie du Sud, ainsi que l'incapacité de la Russie et des autorités de facto à mettre un terme à ces pratiques et à traduire leurs auteurs en justice ». Selon le rapport de septembre 2009 de la mission d'enquête internationale indépendante sur le conflit en Géorgie, parrainée par l'Union européenne, « plusieurs éléments permettent de conclure qu'un nettoyage ethnique a été mené contre les Géorgiens de souche en Ossétie du Sud pendant et après le conflit d'août 2008 ».
Sur les 192 000 personnes déportées pendant la guerre de 2008, 127 000 sont déplacées en Géorgie proprement dite, 30 000 en Ossétie du Sud et 35 000 autres ont fui vers l'Ossétie du Nord. Selon le recensement de 2016 mené par les autorités sud-ossètes, 3 966 Géorgiens de souche sont restés sur le territoire séparatiste, constituant 7% de la population totale de la région de 53 532 habitants.

## Guerre d'Ossétie du Sud de 1991–92
Entre 1989 et 1992, des combats éclatent dans l'oblast autonome d'Ossétie du Sud et en Géorgie proprement dite entre les troupes paramilitaires de souche ossète et les unités et paramilitaires du ministère de l'Intérieur géorgien (MVD). L'Ossétie du Sud déclare son indépendance de la Géorgie. À son tour, la Géorgie abolit le statut d'autonomie de l'Ossétie du Sud, qui existe depuis les premières années soviétiques. Le gouvernement géorgien, dirigé par le président Zviad Gamsakhourdia, répond en envoyant des unités de l'armée et des paramilitaires, pour tenter de rétablir son contrôle sur la région.
Dans la nuit du 5 janvier 1991, 6 000 Géorgiens armés entrent à Tskhinvali. Après de violents combats de rue, les forces géorgiennes sont repoussées et chassées de Tshkinvali par les troupes sud-ossètes.
À la suite de la guerre, environ 100 000 Ossètes de souche ont fui l'OA d'Ossétie du Sud et la Géorgie proprement dite, et 23 000 Géorgiens de souche ont fui l'OA d'Ossétie du Sud vers des zones ethniquement géorgiennes. 100 villages auraient été détruits en Ossétie du Sud. De plus, la frontière entre l'Ossétie du Nord et la Géorgie devint largement incontrôlée, offrant un point d'accès presque sans entrave pour les armes, les combattants et les munitions dans les deux sens.
Un député du Soviet suprême d'Ossétie du Nord explique : « Lorsque la guerre a commencé en Ossétie du Sud (Géorgie), nous nous sommes retrouvés avec des milliers de réfugiés... Naturellement, ces réfugiés ossètes d'Ossétie du Sud et de Géorgie qui ont fui ici voulaient expulser les Géorgiens à la place. 15 000 Géorgiens vivent ici, rien qu'à Vladikavkaz... Nous avons arrêté cela ; personne ne s'est enfui ».

## Position sud-ossète
La politique de nettoyage ethnique a également été affirmée par le président de l'Ossétie du Sud, Edouard Kokoïty, qui dans son interview du 15 août 2008 accordée à la publication russe Kommersant, sur la question « Les civils géorgiens seront-ils autorisés à rentrer ? donne la réponse suivante : « Nous n'avons plus l'intention de laisser entrer qui que ce soit ici ».
The Economist cite également un officier du renseignement sud-ossète comme suit : « Nous avons brûlé ces maisons. Nous voulons nous assurer qu'ils [les Géorgiens] ne pourront pas revenir, car s'ils reviennent, ce sera à nouveau une enclave géorgienne et cela ne devra pas arriver ».

## Tribunaux internationaux
Le 21 janvier 2021, l'arrêt de la Cour européenne des droits de l'homme (CEDH) reconnait les forces russes et sud-ossètes coupables d'avoir empêché le retour de milliers de Géorgiens déplacés de force sur leur territoire en Ossétie du Sud,,.
La Cour pénale internationale conclut son enquête sur la situation en Géorgie en décembre 2022, délivrant des mandats d'arrêt contre trois responsables de facto sud-ossètes soupçonnés d'être responsables de crimes de guerre commis pendant la guerre de 2008 — Mikhaïl Mindzaev, Gamlet Gouchmazov et David Sanakoev, occupant les postes de ministre de l'intérieur, chef d'un centre de détention à Tskhinvali et représentant présidentiel pour les droits de l'homme d'Ossétie du Sud, à cette période. Le quatrième suspect, le général russe Viatcheslav Borissov, n'a pas été inculpé car il est décédé en 2021.